# Formation (singolo)
Formation è un singolo della cantante statunitense Beyoncé, pubblicato il 6 febbraio 2016 come primo estratto dal sesto album in studio Lemonade. Il brano è stato candidato ai Grammy Awards nelle categorie canzone dell'anno e registrazione dell'anno, vincendo il premio per il miglior videoclip.
Inserito nella lista dei 500 migliori brani musicali di tutti i tempi stilata da Rolling Stone, la canzone è stata elogiata dalla critica musicale, in particolar modo per la produzione e il messaggio femminista e di celebrazione della cultura afroamericana, venendo sancita come una delle migliori canzoni sia del suo anno di pubblicazione che degli anni 2010. Commercialmente Formation è divenuto il 17º singolo della cantante a raggiungere le prime dieci posizioni della classifica statunitense Billboard Hot 100.
Il video musicale correlato, diretto da Melina Matsoukas, ha ottenuto ampio consenso da parte della critica per la sua esaltazione della afroamericana, con riferimenti al razzismo e alla brutalità poliziesca statunitense, venendo considerato tra i migliori realizzati nella storia, nonché della carriera dell'artista. Il video ha ricevuto candidature in numerose premiazioni musicali, vincendo sei MTV Video Music Awards, tre BET Awards, un Clio Awards e il Grand Prix al Festival internazionale della creatività Leoni di Cannes.

## Antefatti
Formation è stato annunciato il 6 febbraio 2016 dalla stessa Beyoncé, un giorno prima della sua esibizione durante lo spettacolo di metà gara al Super Bowl 50, tenutosi al Levi's Stadium di Santa Clarita, in California. Il singolo è stato successivamente pubblicato per il download gratuito sulla piattaforma Tidal.

## Descrizione e registrazione
I beat su cui si imposta il brano sono stati elaborati nel 2014 da Asheton "Pluss" Hogan attraverso un implementando di un effetto del sintetizzatore presente nel plug-in Virtual Studio Technology del FL Studio ad Atlanta. Nell'aprile dello stesso anno Pluss ha presentato il demo a  Swae Lee e Mike Will Made It, iniziando un freestyle sino alla pronuncia della frase «Okay ladies, now let's get in formation (Ok ragazze, mettiamoci in formazione)». Mike Will ha amato il concetto e ha pensato che sarebbe stato adatto a Beyoncé, la quale veva interagito con il produttore per cercare nuove idee per un suo nuovo progetto discografico, decidendo di inviare sei differenti demo della base e dei freestyle alla cantante. Mike Will credeva che potesse essere un grande inno all'emancipazione femminile, sulla falsariga di Single Ladies (Put a Ring on It), con la canzone che parlava delle donne che si mettevano in riga con gli uomini con cui avevano una relazione.
Alcuni mesi dopo, Beyoncé ha casualmente incontrato Mike Will ad una festa, dando un responso positivo rispetto alla base e all'idea proposta. Tuttavia Beyoncé scrisse tutti i versi della canzone autonomamente a New York, portarono la canzone in una direzione diversa da quella prevista dai tre produttori, trasformandola in un inno sulla sua identità e alla sua cultura afroamericana degli Stati Uniti meridionali, mantenendo il loro credito per l'interpolazione di alcune frasi tratte dal freestyle. Jon Platt della Warner Chappell Music disse a Mike Will di recarsi a New York, dove trascorse una settimana in studio con Beyoncé per completare la registrazione e la produzione.  Secondo l'ingegnere del missaggio Jaycen Joshua, i due hanno aggiunto al brano beat 808 «pesanti e distorti» con armoniche superiori sature per renderlo «appetibile per la cultura afroamericana», oltre che aggiungere corni così che potesse essere una canzone suonata dalle bande musicali.

## Video musicale
Il videoclip del brano è stato diretto da Melina Matsoukas ed è stato reso disponibile in concomitanza con la canzone il 6 febbraio 2016. È stato reso disponibile attraverso Tidal così come un video sul profilo ufficiale di YouTube della cantante dal 9 dicembre 2016. Il video è stato girato a Los Angeles, California, ed è dotato di riferimenti all'Uragano Katrina, Antebellum e la cultura creola della Louisiana, la brutalità della polizia, il razzismo e la black pride.
Il video musicale modifica la canzone in modo tale da includere interpolazioni parlate dall'artista Big Freedia e la personalità di YouTube Messy Mya, che è stato assassinato a New Orleans nel 2010. Si comincia con Beyoncé seduta sul tetto di una Ford Crown Victoria Police Interceptor in una strada completamente allagata. Durante la fine, è visto un uomo in possesso di un giornale con la faccia di Martin Luther King Jr. con il titolo «The Truth». Seguono poi delle scene ritraenti di un ragazzo incappucciato che si esibisce in passi di break dance davanti ad alcune auto della polizia, con alle spalle un muro pieno di graffiti con le parole «smettete di spararci» scritte. Beyoncé inizia ad eseguire la coreografia del brano, fino alla fine del video. Sua figlia, Blue Ivy Carter, appare in un cameo.
IndieWire l'ha definito il secondo miglior video musicale del decennio. Rolling Stone ha collocato il video alla prima posizione dei 20 migliori videoclip di sempre.

## Accoglienza
Formation ha ottenuto recensioni prevalentemente positive da parte della critica specializzata. Considerato tra i migliori dell'anno, nonché tra i migliori degli anni 2010, Rolling Stone ha inserito il brano alla 73ª posizione nella sua lista dei 500 migliori brani musicali di tutti i tempi. The Independent ha incluso Formation nella sua lista dei 40 migliori testi di canzoni di tutti i tempi.
Britt Julious di Pitchfork ha paragonato Formation a Flawless e ha aggiunto che "per Beyoncé (e anche per i suoi ascoltatori), l'insolente accettazione del proprio colore della pelle e il potere che si può sfruttare quando si fa un nome, il sostentamento e l'eredità non possono mai essere ignorati o dati per scontati. Omise'eke Natasha Tinsley, professore di studi africani all'Università del Texas ad Austin, ha scritto per Time che la canzone, che molti chiamano “politica” a causa dei suoi riferimenti, differisce radicalmente da altre proteste post-Ferguson come Coulda Been Me di Trip Lee o American Oxygen di Rihanna, che si concentrano sulla morte di uomini neri, poiché chiama invece le donne afroamericane a stare fianco a fianco ("in formazione"). The Daily Beast ha definito la canzone "un infuocato inno nero di potere e una chiamata alle armi". Un giornalista del Rolling Stone ha scritto che "nell'era di #BlackLivesMatter, la canzone era assolutamente necessaria" e inoltre l’ha ritenuta "una potente dichiarazione di resilienza dei neri del sud". Formation è stata successivamente collocata al primo posto nella lista "50 Best Songs of 2016" della stessa rivista da Rob Sheffield, che ha commentato: "Formation è stata una canzone che ha tenuto viva la speranza in un anno cupo e sarà essenziale per i problemi futuri”.

### Riconoscimenti di fine anno
- 1º — Complex[39]
- 1º — Entertainment Weekly[40]
- 1º — Paste Magazine[41]
- 1º — Rolling Stone[42]
- 1º — Time[43]
- 2º — Pitchfork[44]
- 2º — Spin Magazine[45]
- 6º — NME[46]

## Premi e riconoscimenti
- 2016 – Clio Awards[47]
  - Migliore video dell'anno
- 2016 – BET Awards[48]
  - Video dell'anno
  - Viewer Choice Award
  - Centric Award
- 2016 – Festival internazionale della creatività Leoni di Cannes[49]
  - Eccellenza in un video musicale - Gran Prix
- 2017 – Grammy Awards[50]
  - Miglior videoclip
  - Candidatura alla canzone dell'anno
  - Candidatura alla registrazione dell'anno
- 2017 – iHeartRadio Music Awards[51]
  - Candidatura al miglior video
- 2016 – MTV Video Music Awards[52]
  - Video dell'anno
  - Miglior video pop
  - Miglior regia
  - Miglior coreografia
  - Miglior montaggio
  - Miglior fotografia
- 2016 – MTV Europe Music Awards[53]
  - Candidatura al miglior video
- 2017 - NAACP Image Award[54]
  - Miglior video musicale
  - Candidatura alla migliore canzone
- 2016 – Soul Train Music Award[55]
  - Canzone dell'anno
  - Video dell'anno
  - Candidatura al The Ashford & Simpsons Songwriter's Award
  - Candidatura alla miglior performance dance
- 2016 – UK Music Video Awards[56]
  - Miglior styling in un video musicale
  - Candidatura al miglior video urban

## Esibizioni dal vivo
Beyoncé ha eseguito la canzone durante lo spettacolo dell’Halftime Super Bowl 50, che è stato iniziato dai Coldplay al Levi's Stadium di Santa Clara, in California, il 7 febbraio 2016. La sua esibizione è iniziata dopo che Bruno Mars ha terminato Uptown Funk. Indossava un abito di pelle nera e dorata e si è unita nuovamente verso la fine con Mars. Il duo ha terminato la canzone di Mars e ha continuato a eseguire coreografie. Jon Caramanica del The New York Times ha elogiato la prestazione energetica complessiva della cantante, concludendo che aveva superato i Coldplay. Sentiva che Beyoncé era l'unica artista in grado di promuovere nuove canzoni durante l'evento e di "camminare sul filo del rasoio culturale di consegnare una canzone con così potenti dichiarazioni di orgoglio nero su un palcoscenico che preferisce la neutralità studiata". Uno scrittore di Rolling Stone ha definito la performance, con tributi a Michael Jackson e alle Pantere Nere, "impressionante".
Formation è stato il numero di apertura del The Formation World Tour della cantante con la prima esibizione a Miami al Marlins Park il 27 aprile 2016. È stato eseguito con la cantante sostenuta da ballerini vestiti con calzamaglia in paillettes nere e cappelli con ampi bordi. Formation è stato anche interpretato come parte di un medley di canzoni di Lemonade agli MTV Video Music Awards 2016 il 28 agosto 2016, insieme a Pray You Catch Me, Hold Up, Sorry e Don’t Hurt Yourself. Ha terminato la performance proprio con la canzone, con i suoi ballerini che formano il simbolo femminista alla fine. Un critico di Rolling Stone, Rob Sheffield, ha commentato che Beyoncé "ha dato il via al tutto con un stomp di 16 minuti attraverso il libro di canzoni di Lemonade", considerando la performance come "una delle esibizioni dal vivo incredibilmente emozionanti nella storia degli award show".

## Successo commerciale
Precedentemente alla sua pubblicazione ufficiale come singolo, Formation ha debuttato al numero 9 nella Bubbling Under Hot 100. Dopo la messa in commercio dell'album Lemonade, ha esordito al numero 10 della Billboard Hot 100, diventando la prima canzone dell'artista a esordire tra le prime dieci posizioni da Drunk in Love del 2014 e il suo singolo ad entrare più in alto nella classifica, sorpassando Ring the Alarm e Drunk In Love che debuttarono entrambe alla posizione numero 12.
Nella UK Singles Chart britannica ha debuttato trentunesima mentre nell'ARIA Singles Chart ha raggiunto la diciassettesima posizione. Nell'ARIA Urban Chart è arrivata in vetta mentre al secondo posto si trovava Hold Up della cantante stessa. Nella Billboard Canadian Hot 100 si è spinta fino alla trentaduesima posizione ed è stata disco d'oro per aver venduto oltre 40 000 copie in territorio canadese.

## Classifiche
| Classifica (2016) | Posizione massima |
| ----------------- | ----------------- |
| Australia         | 17                |
| Canada            | 32                |
| Francia           | 24                |
| Germania          | 74                |
| Irlanda           | 59                |
| Regno Unito       | 31                |
| Spagna            | 27                |
| Stati Uniti       | 10                |